# Хан Хьон Пе
Хан Хьон Пе (21 березня 1976) — південнокорейський хокеїст на траві.
Срібний призер Олімпійських Ігор 2000 року, учасник 2004 року.
Срібний призер Трофею чемпіонів 1999 року.
Срібний призер Виклику чемпіонів 2005 року.